# Johann Dietrich Raitz von Frentz
Johann Dietrich Raitz von Frentz (* nach 1600; † 22. November 1675 in Köln) war Domherr in Münster und Speyer.

## Leben

### Herkunft und Familie
Johann Dietrich Raitz von Frentz entstammte als Sohn des Rudolf Raitz von Frentz zu Schonau (kurkölnischer Kämmerer, Erbauer des Frenzenhofes) und dessen Gemahlin Gertrud Selbach von Loe zu Siverig dem Adelsgeschlecht Raitz von Frentz, das zu den ältesten Schöffen- und Rittergeschlechtern der Reichsstadt Köln zählt. Die Familie wurde 1650 in den Reichsfreiherrnstand erhoben und am 25. Oktober 1652 vom Kurfürsten Maximilian Heinrich mit Odenkirchen und dem hiermit verknüpften Amt des Erbburggrafen des Erzstifts Köln belehnt. Johanns Schwester Anna Petronella war mit Jobst Mauritz Droste zu Senden verheiratet. Deren Sohn Jobst Moritz war Komtur des Deutschen Ordens.

### Wirken
Am 4. Mai 1640 wurde Johann Dietrich nach einem kaiserlichen Ersuchen für die Dompräbende des verstorbenen Domherrn Philipp Bernhard von Viermundt präsentiert und kam am 4. Februar 1641 in den Besitz der Pfründe. Am 26. Juli 1659 wurde er auch Domherr in Speyer, wo er während der 25-jährigen Amtszeit nur dreimal anwesend war. Am 5. November 1669 optierte er das Archidiakonat Stadtlohn nach dem Tode des Domherrn Johann Adolf Raitz von Frentz. Nur eine Woche später verzichtete er gegen eine Entschädigung auf das Archidiakonat zugunsten des Eberhard von Mallinckrodt, weil es bei der Besetzung des Amtes zu einem Streit zwischen dem Domkapitel und dem Fürstbischof von Galen gekommen war.